# Louis Antoine de Noailles
Louis Antoine de Noailles nomeado Cardeal Arcebispo de Paris em 1700 por indicação de Luís XIV de França e sagrado pelo Papa Inocêncio XII, que veio a falecer em seguida e sendo eleito pelo Papa Clemente XI. 
Era homem de diálogo dificil. Teve diversos incidentes com os Espanhóis como o de Carlos III de Espanha e com o núncio apostólico em Madrid o bispo e depois Cardeal Alberoni. O assunto com os Espanhóis era tão grave que estes lhe enviaram os tributos numa carroça puxada por uma besta. 
Clemente XI enfrentou o Cisma Jansenista que conseguiu superar na França com o auxilio do Rei a ferro e fogo matando e expulsando os jansenistas da França. Mas o mais grave veio a ser o Livro do Pe. Quesnell - Noveau Testament.

## Cardeal Noailles - O Republicano
O Cardeal de Noailles era um nobre formado doutor pela Sorbonne. Nessa época, em 1705, era professor na Sorbonne muito respeitado entre seus pares e pelo próprio Parlamento Francês. Nesse ano aprovou o livro Noveau Testament do Padre jansenista Pasquier Quesnel. Este livro prega nada mais nem nada menos que a Democracia, inclusive na própria Igreja. Prega que a Infalibilidade Divina do Papa provém dos Concílios de Cardeais, bispos e das assembléias de todos os fieis Católicos. Portanto as ordens Papais devem ser discutidas na Igreja antes de se tornarem dogma de fé. Esta assustaram a Monarquia, principalmente porque os Calvinistas, com os mesmos pensamentos democráticos - O poder é do povo, só deve ser usado em nome do povo e enquanto o povo quiser -  derrubaram os reis da Inglaterra e da Escócia. Quesnell tinha em seu apoio dois Cardeais o de Rohan e Noailles, dezanove Bispos e todos os párocos sob seus comandos e o próprio Parlamento.(H. F. - pág 298) Desta maneira a França ficou dividida e a própria Igreja em Monarquistas e Republicanos. Em 1713 Clemente XI acreditando no Padre Tellier de que Louis XIV estava absoluto na França expediu a Bula Unigenitus reafirmando a Infalibilidade Divina do Papa e excomungando os que não se submetessem. O Cardeal de Rohan e doze bispos se submeteram. Cardeal de Noaille e seus seguidores não e ficaram excomungados. (H.F. - 297 e 426 ). 
Em 1 de Setembro 1715 morreu Louis XIV e assumiu sozinho a regência, até a maioridade de Louis XV o Filipe d'Orleães, Duque d'Orleães, Regente da França, frustrando o Testamento, inspirado por Noailles que criava Conselho Governante de 11 membros, cujas decisões deveriam ser tomadas por maioria. O Regente neutralizou Noailles nomeando-o Presidente do Conselho de Consciência, Criando a Lei do Silêncio, nomeando seu sobrinho, o Duque Adrien Maurice de Noailles, Duque  de Noailles. Presidente do Conselho de Finanças e devolvendo ao parlamento poderes que Louis XIV havia tirado. Junto com o Regente veio Dubois, um simples tonsurado ambicioso e corrupto. Em 1718 o Duque de Noailles caiu em desgraça por não concordar com atos financeiros foi exilado por Dubois que assumiu seu lugar. Dubois se tornou inimigo do Cardeal. Em 1720 ao vagar o Arcebispado de Cambrai Dubois se candidatou. Recebeu todas as ordens em um só dia do Cardeal de Rohan (H.F. - p. 420). Para ser Cardeal Dubois gastaria todo o dinheiro que fosse necessário além de mostrar ao Papa que se arrependera e que trabalhava arduamente pela Igreja. Mandou imprimir uma retratação ambígua e pressionou através dos amigos de Noailles que assinasse. Noaille assinou. Imediatamente o documento foi para Roma. Dubois estava praticamente Cardeal. Entretanto Noaille percebendo o embuste fez outro documento em que não se retratava e enviou ao Papa e o Santo Ofício frustrando em 5 e 6 fevereiro de 1721 o Cardinalato de Dubois e seu próprio perdão (Pastor pg. 226, em referência Feury). Os emissários de Dubois em Roma pediram a Clemente que aceitasse o retratamento que Noaille havia feito ao Cardeal de Rohan e que este viria até ao Papa tendo em vista que Noaille estava muito velho e não podia viajar. Clemente concordou. Noaille escreveu a seus párocos dizendo que desta vez poria a verdade escondida.(Histoire General de l'Eglise - Publicação do Bureau de la Biblioteque Ecclesiatique - Tomo 10 - pg. 117 - Paris 1834). As pressas mandou que seu sobrinho Dq. Adrien Maurice Naoaille mandasse fazer por Stradivarius um violino em que aparecesse claramente a fachada da Igreja de São Pedro - Igreja -reunião de fiéis - significando claramente que as ordens deveriam ser discutidas nas igrejas e que ele aí não se retratara. E para que ficasse bem claro que fora ele que mandara a mensagem exigiu que Stradivarius escrevesse nele uma mensagem em francês. Stradivarius escreveu no selo Modéle d'apres:, francês errado, mas que cumpria a necessidade. Entretanto no dia 19 de Março de 1721 morreu Clemente XI. Os emissários de Dubois enlouqueceram e resolveram que seria Papa quem desse o chapéu a Dubois. Gastariam tudo o que fosse possível (H.F. - pag.442) O Cardeal Conti aceitou o projeto de falar com o Cardeal de Rohan em nome de Noaille e foi eleito em 8 de Maio de 1721, tomou o nome de Inocêncio XIII. Mas Inocêncio XIII não pode nomear dubois Cardeal porque o Duque Adrien Maurice mostrou ao Santo Oficio e ao próprio Papa Inocêncio XIII o Violino com a mensagem do Cardeal Noaille.( H.F. -pag. 442) Para resolver o assunto da Igreja da França o Papa decidiu que em vez de ouvir o Cardeal de Rohan ouviria o próprio Noaille e que este pedisse o que queria que o Papa fizesse para contentar o Santo Oficio. (H.G.E. - pag.126) Noaille não pediu nada e desistiu de todo o seu projeto republicano. Em 16 de Julho de 1721 Dubois foi proclamado Cardeal e ocupou Cambrai até a sua morte em 1723. O Cardinalato de Dubois custou 8 milhões de libras para os cofres da França.( H.F. pag. 443 , em referência). Após a sua morte o Duque Adrien Maurice de Noaille voltou para a França e tornou-se Marechal. Em 11 de Outubro de 1728 o Cardeal de Noaille aceitou integralmente a Bula Unigenitus, vindo a falecer em Abril de 1729.